# Dana Air
Dana Air — нигерийская авиакомпания со штаб-квартирой в городе Икеджа (штат Лагос).

## Флот
По состоянию на 22 октября 2013 года воздушный флот авиакомпании Dana Air составляли следующие самолёты:
- McDonnell Douglas MD-83 — 2 ед.

## Авиапроисшествия и несчастные случаи
- 3 июня 2012 года. Самолёт McDonnell Douglas MD-83 (регистрационный номер 5N-RAM), совершавший коммерческий рейс 992 из международного аэропорта имени Ннамди Азикиве (Абуджа) в международный аэропорт имени Мурталы Мохаммеда (Лагос), при выполнении захода на посадку в аэропорту назначения упал на двухэтажное здание, развалился на части и загорелся. По предварительной оценке погибли все 153 человека на борту лайнера и не менее 40 человек, находившихся в момент катастрофы на земле.[4][5].